# Bernard Maciejowski
Bernard Maciejowski herbu Ciołek (ur. 1548, zm. 19 stycznia 1608 w Krakowie) – biskup łucki i krakowski, arcybiskup gnieźnieński i prymas Polski w latach 1606–1608, chorąży wielki koronny w latach 1574–1582, starosta bolesławski w 1579 roku.

## Życiorys
Był bratankiem biskupa krakowskiego Samuela Maciejowskiego.
Nauki pobierał w kolegium jezuickim w Wiedniu. W latach 1579–1581 uczestnik wojny z Rosją w czasie panowania króla Stefana Batorego. Pod wpływem księdza Piotra Skargi podjął decyzję o studiach teologicznych w Rzymie, które odbywał od 1582. W 1586 w Rzymie przyjął święcenia kapłańskie, w tym samym roku został kanonikiem krakowskim. Po śmierci Stefana Batorego poparł starania o tron polski Zygmunta III Wazy. Za to poparcie dostał nominację w 1588 na biskupstwo łuckie. W 1589 roku był sygnatariuszem ratyfikacji traktatu bytomsko-będzińskiego na sejmie pacyfikacyjnym.
Jako biskup łucki ufundował w Lublinie kolegium jezuickie (1591–1596). Brał udział w przygotowaniu unii brzeskiej. W 1600 został biskupem krakowskim, ingres do katedry wawelskiej odbył 12 sierpnia 1600. Jako biskup Krakowa zwołał w 1601 synod i wydał list pasterski skierowany do proboszczów, uważany dzisiaj za pierwszy podręcznik duszpasterstwa. List ten w 1607 został spopularyzowany w całej Polsce.
W 1604 Maciejowski otrzymał kapelusz kardynalski (mianowany przez Klemensa VIII), a dwa lata później nominację na arcybiskupa gnieźnieńskiego i prymasa Polski. W związku z faktem, iż po nominacji na arcybiskupstwo gnieźnieńskie król Zygmunt III Waza nie pozwolił mu pobierać także dochodów z biskupstwa krakowskiego, jego stosunki z królem uległy pogorszeniu. Dodatkowym czynnikiem mającym wpływ na pogorszenie relacji z Zygmuntem III było polecenie króla, aby kardynał Maciejowski nie używał baldachimu w czasie uroczystości kościelnych, co przynależało tylko do legata papieskiego, którym Maciejowski nie był. Z tego powodu kardynał po cichu wspierał rokosz Zebrzydowskiego 1606–1609.
Był reformatorem Kościoła w duchu soboru trydenckiego. Popierał kontrreformację. Z jego inicjatywy w roku 1603 wydano w Krakowie pierwszy polski indeks ksiąg zakazanych wzorowany na indeksie Klemensa VIII z 1596.
Był zwolennikiem kultu królowej Jadwigi Andegawenki oraz jej czarnego krucyfiksu z katedry wawelskiej. Mecenas artystów, poetów i uczonych. Pochowany został w katedrze wawelskiej, w kaplicy Matki Bożej Śnieżnej, gdzie spoczął obok stryja Samuela Maciejowskiego. Zachował się portret biskupa przechowywany zgodnie ze zwyczajem w krużgankach klasztoru franciszkanów.